# Melchior Ramus
Melchior Ramus, född den 20 december 1646 på Akerø prästgård, död den 27 februari 1693 i Trondhjem, var en norsk lektor. Han var äldre bror till prästen Jonas Ramus.
Ramus deponerade 1666 och blev magister 1682. Han var då utsedd till lector theologiæ i Trondhjem och kom 1683 i verklig besittning av detta ämbete. Han blev samma år gift med Anna Kyhn, vars far, Hans Kyhn (död 1698), var kommendant på Munkholmen och överstelöjtnant. Bland hans söner kan nämnas Joachim Frederik, Johan Daniel och Christian Ramus. 
Ramus åtnjöt i sin samtid högt anseende för sin lärdom ("en unique og kostelig lærd Mand i alle Fakulteter"). De få latinska skrifter, han har efterlämnat, har väl inte stor betydelse, men det är känt, att han med iver studerade sitt hemlands geografi, och Schøning omtalar honom erkännsamt. 
Han skall med offentligt understöd ha rest runt i Norge och ritat kartor över flera delar av landet. I Katalogen over det trondhjemske Videnskabsselskabs bibliotek (1808, s. 644 f.) uppförs hans karta över Bergens stift samt Öst- och Västfinnmarken. Mera av samma slag skall ha strukit med i Trondhjem, då biskop Krogs bibliotek brann. Ramus var också författare av danska dikter.